# Prałatura terytorialna Illapel
Prałatura terytorialna Illapel – rzymskokatolicka prałatura terytorialna w Chile. Została powołana 30 kwietnia 1960 roku.

## Ordynariusze
- Polidoro Van Vlierberghe OFM 1966 – 1984
- Pablo Lizama Riquelme, 1985 – 1988
- Rafael de la Barra Tagle SVD 1989 – 2010
- Jorge Patricio Vega Velasco SVD 2010 – 2021
- Julio Larrondo (od 2024)